# Émile Ignat
Émile Ignat, né le 21 mars 1908 à Coye-la-Forêt (Oise) et mort le 28 juin 1981 à Clichy-la-Garenne, est un coureur cycliste français. Il courut de nombreux Six-Jours.

## Biographie
Émile Ignat fait son service militaire au 26e régiment d'infanterie à Nancy . Il épouse la nièce de Robert Desmarets, directeur du Vel' d'Hiv et fondateur des six jours de Paris,. Ensemble ils ont une fille prénommée Martine.
Après avoir terminé sa carrière en tant que cycliste, Emile Ignat ouvre une boutique de vente de vélos au 100, rue de la République à Puteaux, ville où il résida jusqu'à la fin de sa vie, puis devient chauffeur de taxi jusqu'à sa retraite.

## Palmarès
- 1930
  - Record de l'heure des indépendants avec 42,061 km[5]
- 1932
  - 4e étape du GP Wolber indépendants
- 1936
  - Paris-Caen
  - Six jours de Chicago (b) avec Émile Diot
  - 2e des Six jours de Paris
  - 3e des Six jours de New York
  - 3e des Six jours de Londres à Wembley, Empire Pool[6]
- 1937
  - Six jours de Chicago avec Émile Diot
  - 2e des Six jours de Londres à Wembley, Empire Pool[7]
  - 2e des Six jours de New York
  - 2e des Six jours de New York (b) 
  - 2e des Six jours de Montréal
  - 2e des Six jours de Chicago (b)
- 1938
  - 2e des Six jours de Paris
- 1940
  - Prix Goullet-Fogler (avec Jean Goujon)
- 1945
  - Prix Goullet-Fogler (avec Robert Chapatte)
- 1946
  - Six jours de Buenos Aires (avec Gilbert Doré)